# مطار داهارا
مطار داهارا (إيكاو: GQNM) هو مطارٌ يخدم مدينة تمبدغه في موريتانيا.